# تاریخ ناگفته آمریکا اثر الیور استون
تاریخ ناگفته آمریکا مستندی است ۱۰ قسمتی از کارگردان مشهور آمریکایی الیور استون که از شبکه شوتایم در سال ۲۰۱۲ روزهای دوشنبه ساعت ۸ شب پخش می‌شده‌است. راوی این مستند خود استون بوده و از آغاز جنگ جهانی دوم بحث را آغاز می‌کند، او هدفش را از ساخت این مستند در قسمت اول اینگونه بیان می‌کند :"وقتی از زبان بچه‌هایم شنیدم که در مدرسه چه چیزی به آن‌ها یاد می‌دهند، از این که مثل من، نمای حقیقی‌تری از دنیا به آن‌ها آموزش داده نمی‌شود، ناراحت شدم"، بر همین اساس اون این مستند را ساخته تا مردم دسترسی‌شان بیشتر از آن چیزی باشد که الیور استون به آن "استبداد کنونی" می‌گوید.

## تولید و انتشار مستند
این پروژه قرار بود در دو سال انجام شود ولی در نهایت چهار سال برای استون وقت برد، اون یک میلیون دلار را شخصاً به بودجه اضافه کرد که نهایت حدود ۳ تا ۵ میلیون دلار صرف این کار شد و در نهایت در ۱۲ نوامبر ۲۰۱۲ به نمایش گذاشته شد و استون ساخت این مجموعه را بزرگترین جاه طلبی خود توصیف کرد.

در ۱۵ اکتبر ۲۰۱۳ این مستند در قالب بلوری بر روی ۴ دیسک منتشر شد و در ۴ مارس ۲۰۱۴ استون اعلام کرد دی وی دی‌های مجموعه در سایت شخصی اش نیز موجود می‌باشد.

در تاریخ ۳۰ اکتبر ۲۰۱۲ هم کتاب این مجموعه منتشر شد

## موضوع هر قسمت
در قسمت اول استون به پیدایش جنگ جهانی دوم و پیشروی هیتلر و بی اعتنایی غرب و نگرانی‌های استالین از روسیه اشاره می‌کند.

در قسمت دوم استون موضوع برنامه را به سه نفر اختصاص می‌دهد، روزولت، رئیس‌جمهور وقت آمریکا، هنری والاس معاونش در سال‌های اولیه و هری ترومن معاون آخر روزولت و سناتور میسوری و رئیس‌جمهور آمریکا بعد از روزولت.

اینکه چگونه رای‌ها بر می‌گردد و ترومن را وارد گود می‌کنند و در نهایت چگونه هیتلر نابود می‌شود و موضوع بحث به سمت ژاپن می‌رود.

قسمت سوم با نام "بمب" شناخته می‌شود و ترومن دستور بمباران اتمی هیروشیما و ناکازاکی را می‌دهد و استالین به آمریکا بی‌اعتماد می‌شود.

قسمت چهارم: جنگ سرد

قسمت پنجم: آیزنهاور، بمب و جنگ جهانی سوم

قسمت ششم: کندی

قسمت هفتم: نیکسون و جانسون، نابودی ویتنام

قسمت هشتم: ریگان و گورباچف، تقویت آینده جهان سوم

قسمت نهم: بوش و کلینتون

قسمت دهم: بوش و اوباما، عصر وحشت